# Aggro Berlin (album)
Aggro Berlin è il quarto album da solista del rapper tedesco Sido.

## Tracce
1. Intro – 1:30
2. Sido – 4:41
3. Hey du! – 4:13
4. Geburtstag – 4:49
5. Skit 1 – 0:29
6. Der Tanz (feat. K.I.Z.) – 3:10
7. Wenn das alles ist (feat. J-Luv) – 4:04
8. Marie und Jana – 4:07
9. Skit 2 – 0:25
10. Ich bereue nichts (feat. G-Hot) – 3:54
11. Sicher ? – 3:25
12. Skit 3 – 0:46
13. Seniorenstatus (feat. Samy Deluxe) – 4:07
14. Siggi und Harry (feat. Harris) – 4:17
15. Ruf mich (feat. Kitty Kat & Binita) – 3:56
16. Schlampen von gestern (feat. Doreen) – 4:29
17. Skit 4 – 1:02
18. Sie bleibt – 4:07
19. Für jeden (feat. B-Tight & Alpa Gun) – 4:03
20. 10 Jahre (feat. Die Sekte) – 3:45
21. Outro – 4:43